# Ciumârna
Ciumârna (ukr. Чумирна, Czumyrna) – wieś w Rumunii, w okręgu Suczawa, w gminie Vadu Moldovei. W 2011 roku liczyła 1265 mieszkańców. 
Jest położona w dolinie potoku Ciumârna, wpadającego do rzeki Moldovița kilkaset metrów od monastyru Moldovița. Wieś leży wzdłuż drogi asfaltowej, łączącej Kimpulung Mołdawski z Radowcami przez Suczawicę. W Ciumârnie mieszka 120 rodzin, wszyscy mieszkańcy są prawosławni. Etnicznie połowę mieszkańców stanowią Rumuni, a połowę Huculi. Znajduje się tu cerkiew prawosławna.